# Агент секретной службы (фильм)
«Агент секретной службы» — советский художественный фильм, снятый режиссёром Ионом Скутельником на студии «Молдова-фильм» в 1978 году.
Экранизация одноимённого шпионского романа Иосифа Фрейлихмана.
Премьера фильма состоялась в март 1979 года.

## Сюжет
Одна из западных разведок интересуется работами известного молдавского физика, профессора Андрея Ротаря. Для получения информации в Кишинёв отправлен агент — молодая привлекательная женщина Лидия, которая «случайно» знакомится с сыном профессора, пианистом Штефаном Ротарем. Штефан собирается на гастроли в Австрию, где по просьбе знакомой Лидии передаёт её подруге сувенир из Молдавии. С этого момента начинается разработка Штефана спецслужбами…

## В ролях
- Ирина Мирошниченко — Лидия Флоря, она же Мария Валуце
- Григоре Григориу — Штефан Ротарь
- Думитру Карачобану — полковник Василаке
- Лоренц Арушанян — майор Долган
- Сергей Иванов — лейтенант Чеботарь
- Паул Буткевич — Дэвис
- Витаутас Томкус — Гоулен
- Николай Тимофеев — Андрей Ротарь
- Домника Дариенко — Домника Ротарь
- Мирче Соцки-Войническу — Олег Чуря
- Эльза Радзиня — Няга
- Александр Гай  — профессор
- Михаил Волонтир — Игнат Валуце
- Ирина Боянжиу — Марчелла, дочь Штефана
- Марика Балан — крестьянка
- Александр Брайман — эпизод
- Антонина Бушкова — эпизод
- Ролан Виеру — эпизод
- Владимир Глухой — эпизод
- Всеволод Гаврилов — эпизод
- Зинаида Дехтярёва
- Сергей Иорданов
- Людмила Колохина
- Геннадий Кирик
- Светлана Могилёва
- Виталий Расстальный — эпизод
- Георгий Пырля
- Борис Хромушин

## Съёмочная группа
- Авторы сценария: Иосиф Фрейлихман, 
Михаил Маклярский
- Режиссёр: Ион Скутельник
- Оператор: Валентин Белоногов
- Композитор — Василий Загорский
- Звукооператор —
- Художник-постановщик — Николай Апостолиди
- Монтаж — Ксения Блинова
- Музыкальный редактор — Василий Загорский